# Dömölki Bálint
Dömölki Bálint (Budapest, 1935. július 11. –) matematikus, informatikus.

## Életpályája
Az ELTE matematika szakán szerzett diplomát 1957-ben. Formális nyelvek szintaktikai elemzése címmel Moszkvában szerzett kandidátusi fokozatot 1966-ban. 1957-től az MTA Kibernetikai Kutató Csoportjában dolgozott, részt vett az első magyarországi számítógép létrehozásában. 1965 és 1990 között több szoftverfejlesztő cégben vezető állásokat töltött be (INFELOR, SZÁMKI, majd SZKI).
1990-ben több munkatársával együtt megalapította az IQSOFT céget, melynek 1997-ig ügyvezető igazgatója, majd 2003-ig igazgatósági elnöke volt.
Aktívan közreműködik a hazai informatikai stratégiai tervek kidolgozásában, több ezzel foglalkozó tanulmány szerkesztője. Több MTA-bizottság tagja. A Neumann János Számítógép-tudományi Társaság alapító tagja, majd 1985 és 1990 között elnöke, 1994 óta pedig tiszteletbeli elnöke. Az 1960-as évek óta részt vett az IFIP (International Federation of Information Processing) munkájában. Az Európai Unió különféle projektjeiben, pályázatok értékelésében és programok auditálásában is közreműködött.
2005–2010 között vezetője volt a Nemzeti Hírközlési és Informatikai Tanács keretében folyó Információs Társadalom Technológia Távlatai (IT3) projektnek. 2009-ben Informatikatörténeti Fórum alakítását kezdeményezi a Neumann János Számítógép-tudományi Társaságon belül, melynek 2011-ig elnöke és azóta is aktív résztvevője.

## Tudományos munkássága
Válogatás cikkeiből:
- Bálint Dömölki, Péter Szeredi: Prolog in Practice, World Computer Congress - IFIP , pp. 627–636, 1983
- Bálint Dömölki: An Example of Hierarchical Program Specification, Advanced Courses - AC , pp. 333–353, 1979.
- B. Dömölki: On the Formal Definition of Assembly Languages, Mathematical Foundations of Computer Science - MFCS , pp. 39–50, 1973.
- Bálint Dömölki, A universal compiler system based on production rules, Bit Numerical Mathematics - BIT, vol. 8, no. 4, pp. 262–275. 1968.

## Díjai
- Akadémiai díj, 1983
- MTESZ-díj
- A Magyar Népköztársaság Állami Díja, 1988 (megosztva)
- Neumann János-díj az Információs Társadalomért, 2003
- Gábor Dénes-díj, 2003
- A Magyar Köztársasági Érdemrend tisztikeresztje, 2005
- Kozma László-emlékérem, 2011